# Kim Chalmers
Kimberley "Kim" Chalmers (ur. 27 lutego 1993) – australijska judoczka. 
Startowała w Pucharze Świata w 2012, 2013, 2015, 2018 i 2019. Brązowa medalistka mistrzostw Oceanii w 2013. Wicemistrzyni Australii w 2012, 2018 i 2019 roku.